# Daniel Kahneman
Daniel Kahneman (født 5. marts 1934, død 27. marts 2024) var en israelsk-amerikansk psykolog. Kahneman er kendt for sit arbejde om dømmekraftens og beslutningstagningens psykologi, adfærdsøkonomi og hedonisk psykologi. Sammen med ikke mindst kollegaen Amos Tversky (en) udarbejdede Kahneman et kognitivt grundlag for almindelige menneskelige fejl, som stammer fra heuristik og systematiske perceptionsskævheder, og udviklet prospektteori. Han modtog Nobelprisen i økonomi i 2002 (delt med Vernon L. Smith) for "at have forenet ideer fra forskning i psykologi med den økonomiske videnskab, specielt angående menneskelig beslutningstagen ved usikkerhed". Kahneman var dermed den første person, der vandt den økonomiske Nobelpris uden at være økonom af profession - og ifølge eget udsagn uden nogen sinde at have fulgt så meget som ét fag eller kursus i økonomisk teori.
I 2011 fik han udgivet bogen At tænke - hurtigt og langsomt (en), som opsummerede og populariserede meget af hans forskning og tanker, og som blev en international bestseller. Bogens hovedtema er, at mennesker er intuitive tænkere, og at den menneskelige intuition er ufuldkommen, så vurderinger og valg ofte afviger væsentligt fra nogle statistiske og økonomiske modellers forudsigelser.
Kahneman var professor emeritus ved Woodrow Wilson School på Princeton University.

## Baggrund
Daniel Kahneman blev født i Tel Aviv i 1934, hvor hans mor besøgte slægtninge. Han tilbragte sin tidligste barndom i Paris, hvortil hans forældre var emigreret fra Litauen i 1920'erne. Kahneman og hans familie var i Paris, da byen i 1940 blev besat af tyskerne. Hans far blev arresteret i den første store afhentning af franske jøder, men løsladt efter seks uger på grund af hans arbejdsgivers indgriben. Familien var på flugt resten af krigen, men overlevede den bortset fra Kahnemans far, der i 1944 døde af sukkersyge. Resten af familien flyttede til det britiske mandat Palæstina i 1948, lige før oprettelsen af staten Israel.
Kahneman tog en bachelorgrad i psykologi og matematik ved Det hebraiske universitet i Jerusalem i 1954. Derefter arbejdede han for den israelske hær, blandt andet med at evaluere kandidater til officersuddannelser og udvikle test og målinger til dette formål. I 1958 tog han til USA for at tage en Ph.D.-grad i psykologi ved University of California, Berkeley.

## Forskning
Kahneman begyndte sin akademiske karriere ved Det hebraiske universitet i Jerusalem i 1961. Hans tidlige arbejde fokuserede på visuel perception og opmærksomhed.
I 1968 eller 1969 inviterede Kahneman psykologen Amos Tversky til at give en gæsteforelæsning ved et af sine kurser, og dermed begyndte deres meget frugtbare samarbejde. De to psykologers første fælles artikel Belief in the Law of Small Numbers ("Troen på de små tals lov") blev offentliggjort i 1971. I alt offentliggjorde de i årene 1971-79 syv artikler i videnskabelige tidsskrifter, som i høj grad har været banebrydende. Kulminationen kom med artiklen Prospect theory: An analysis of decisions under risk i det prestigefyldte økonomiske tidsskrift Econometrica i 1979. I en tredje vigtig artikel indførte de begrebet forankring (en) om tendensen til at vælge et arbitrært udgangspunkt som grundlag for sit valg, når man skal træffe en hurtig beslutning under usikkerhed.
Kahneman forlod Jerusalem i 1978 til fordel for en stilling ved University of British Columbia. Da Tversky samme år blev ansat ved Stanford University, kunne de to nemt fortsætte deres samarbejde. Fra omkring samme år blev de dog begge involveret i bredere aspekter af den nye disciplin adfærdsøkonomi. Selvom de fortsat havde kontakt og jævnligt offentliggjorde fælles artikler indtil Tverskys død i 1996, blev deres samarbejde mindre intenst og altopslugende end i den tidligere fase. Fra 1990'erne skiftede Kahneman igen retning i sit arbejde og blev i stigende grad professionelt optaget af hedonisk psykologi.
Da Kahneman modtog Nobelprisen i 2002 seks år efter Tverskys død, udtalte han til New York Times, at han følte, at det var en delt pris med Tversky, som han havde arbejdet så tæt med og offentliggjort sine vigtigste videnskabelige arbejder sammen med.

## Andet

### Medlem af Stiglitz-Sen-Fitoussi-kommissionen
I 2008-09 deltog Kahneman sammen med en række andre Nobelprismodtagere og andre prominente økonomer i "Kommissionen om måling af økonomisk vækst og sociale fremskridt", også kendt som Stiglitz-Sen-Fitoussi-kommissionen. Kommissionens opgave var at udvikle et grundlag for en bredere og mere præcis måling af livskvalitet end BNP. Kommissionens slutrapport har siden ført til udarbejdelsen af sådanne officielle livskvalitetsmålinger i bl.a. Storbritannien og Italien.